# Sagi Muki
Sagi Muki (* 17. května 1992 Netanja) je izraelský zápasník judista.

## Sportovní kariéra
S judem začínal v 8 letech v rodném městě Netanji. Mezi seniory se objevuje od roku 2012 v lehké váze do 73 kg. V roce 2016 se kvalifikoval na olympijské hry v Riu jako nasazená trojka. Nasazení mu však štěstí nepřineslo a od prvního kola musel čelit nepříjemnému losu. V prvním kole se utkal se Slovincem Roky Drakšičem. Dobrou minutu nemohl najít rytmus proti jeho impulsivnímu boji o úchop a několikrát s problémy ustál jeho nástupy. V polovině zápasu měl na svém kontě dvě šida za pasivitu, které vyřešil záhy nádherným chvatem do curi-goši na ippon. V dalším kole se utkal s Němcem Igorem Wandtkem. Zápas probíhal v pasivním duchu, v polovině zápasu měli oba na svém kontě po dvou šidech pasivitu. Zápas rozhodla opět jeho technická vyspělost, kdy v závěru po krásně provedeném o-goši poslal Němce na wazari a bodový náskok udržel do konce hrací doby. Ve čtvrtfinále ho čekal Američan Nick Delpopolo, který ho podobně jako Slovinec v úvodním kole nepustil do úchopu. Ve čtvrté minutě měl na svém kontě šido, které zažehnal minutu před koncem krásným výpadem o-soto-gari na ippon. V semifinále se utkal s Ázerbájdžáncem Rustamem Orudžovem. V čistě pasivní první polovině hrací doby měl na svém kontě tři šida. V druhé polovině zápasu ho Orodžov k ničemu nepustil a po kontrachvatu vybodoval na yuko. V boji o třetí místo se utkal s Gruzíncem Lašou Šavdatuašvilim a opět v boji o úchop nestíhal. V polovině zápasu měl na svém kontě dvě šida za pasivitu a navíc začátkem čtvrté minuty se po prohraném úchopu na zádech nechal zalomit technikou ko-soto-gake na ippon. Skončil na 5. místě. Po olympijských hrách přestoupil do vyšší polostřední váhy do 81 kg.
Sagi Muki je levoruký judista, vynikající v technikách nage-waza. Techniku o-soto-gari zvládá precizně na obě strany.

### Vítězství
- 2013 – 3× světový pohár (Tbilisi, Tallinn, Minsk)
- 2014 – 2× světový pohár (Baku, Havana)

## Výsledky
| Olympijské hry     | —   |   |   |    | — |     |     |    | 5.  |   |     |    |   |    |  |  |  |  |  |  |  |  |  |  |
| Mistrovství světa  |     | — | — | —  |   | úč. | úč. | 7. |     | — | úč. | 1. |   |    |  |  |  |  |  |  |  |  |  |  |
| Evropské hry       |     |   |   |    |   |     |     | 1. |     |   |     | —  |   |    |  |  |  |  |  |  |  |  |  |  |
| Mistrovství Evropy | —   | — | — | —  | — | 7.  | úč. | 1. | úč. | — | 1.  | —  | — | 3. |  |  |  |  |  |  |  |  |  |  |
| MS juniorů         | —   | — | — | 5. |   |     |     |    |     |   |     |    |   |    |  |  |  |  |  |  |  |  |  |  |
| ME juniorů         | —   | — | — | 3. |   |     |     |    |     |   |     |    |   |    |  |  |  |  |  |  |  |  |  |  |
| ME dorostenců      | úč. |   |   |    |   |     |     |    |     |   |     |    |   |    |  |  |  |  |  |  |  |  |  |  |